# Campionati mondiali di biathlon 1978
I Campionati mondiali di biathlon 1978 si svolsero a Hochfilzen, in Austria, dal 2 al 5 marzo e contemplarono esclusivamente gare maschili.

## Risultati

### Sprint 10 km
| Posizione | Atleta             | Nazione          | Tempo |
| --------- | ------------------ | ---------------- | ----- |
| 1         | Frank Ullrich      | Germania Est     | -     |
| 2         | Eberhard Rösch     | Germania Est     | -     |
| 3         | Klaus Siebert      | Germania Est     | -     |
| 4         | Vladimir Barnašov  | Unione Sovietica | -     |
| 5         | Sigleif Johansen   | Norvegia         | -     |
| 6         | Odd Lirhus         | Norvegia         | -     |
| 7         | Luigi Weiss        | Italia           | -     |
| 8         | Per Andersson      | Svezia           | -     |
| 9         | Gerd Winkler       | Germania Ovest   | -     |
| 10        | Heinrich Mehringer | Germania Ovest   | -     |

4 marzo

### Individuale 20 km
| Posizione | Atleta            | Nazione          | Tempo |
| --------- | ----------------- | ---------------- | ----- |
| 1         | Odd Lirhus        | Norvegia         | -     |
| 2         | Frank Ullrich     | Germania Est     | -     |
| 3         | Eberhard Rösch    | Germania Est     | -     |
| 4         | Heikki Ikola      | Finlandia        | -     |
| 5         | Nikolaj Kruglov   | Unione Sovietica | -     |
| 6         | Roar Nilsen       | Norvegia         | -     |
| 7         | Klaus Siebert     | Germania Est     | -     |
| 8         | Erkki Antila      | Finlandia        | -     |
| 9         | Antonín Kříž      | Cecoslovacchia   | -     |
| 10        | Vladimir Barnašov | Unione Sovietica | -     |

2 marzo

### Staffetta 4x7,5 km
| Posizione | Nazione          | Atleti                                                                | Tempo |
| --------- | ---------------- | --------------------------------------------------------------------- | ----- |
| 1         | Germania Est     | Manfred Beer Frank Ullrich Klaus Siebert Eberhard Rösch               | -     |
| 2         | Norvegia         | Odd Lirhus Sigleif Johansen Roar Nilsen Tor Svendsberget              | -     |
| 3         | Germania Ovest   | Gerd Winkler Andreas Schweiger Hans Estner Heinrich Mehringer         | -     |
| 4         | Unione Sovietica | Vladimir Barnašov Aleksandr Ušakov Nikolaj Kruglov Aleksandr Tichonov | -     |
| 5         | Austria          | Franz Weber Siegfried Dockner Josef Koll Alfred Eder                  | -     |

5 marzo

## Medagliere per nazioni
| Posizione | Nazione        | Oro | Argento | Bronzo | Totale |
| --------- | -------------- | --- | ------- | ------ | ------ |
| 1         | Germania Est   | 2   | 2       | 2      | 6      |
| 2         | Norvegia       | 1   | 1       | 0      | 2      |
| 3         | Germania Ovest | 0   | 0       | 1      | 1      |